# Anthony Joseph (mathématicien)
Pour les articles homonymes, voir Anthony Joseph et Joseph.
Anthony Joseph (né le 9 juillet 1942) est un mathématicien français, spécialiste de théorie de Lie (en) et en particulier des algèbres enveloppantes. Il est professeur à l'Institut Weizmann en Israël et à l'université Pierre-et-Marie-Curie à Paris.

## Biographie

### Formation
Il soutient son doctorat en 1967 à l'université d'Oxford avec une thèse intitulée The theory of conditional invariance sous la direction de Charles Coulson.

## Prix et distinctions
En 1988, il reçoit le prix Servant de l'Académie des sciences « pour ses travaux sur les idéaux primitifs des algèbres enveloppantes d'algèbres de Lie semi-simples ».

## Publications
- Anthony Joseph, « Proof of the Gelfand-Kirillov conjecture for solvable Lie algebras », Proceedings of the American Mathematical Society, vol. 45,‎ 1974, p. 1-10 (DOI 10.1090/S0002-9939-1974-0379617-3)
- Anthony Joseph, « A generalization of the Gelfand-Kirillov conjecture », American Journal of Mathematics, vol. 99, no 6,‎ 1977, p. 1151-1165 (DOI 10.2307/2374020, JSTOR 2374020)
- Anthony Joseph, « Second commutant theorems in enveloping algebras », American Journal of Mathematics, vol. 99, no 6,‎ 1977, p. 1167-1192 (DOI 10.2307/2374021, JSTOR 2374021)
- Anthony Joseph, « A preparation theorem for the prime spectrum of a semisimple Lie algebra », Journal of Algebra, vol. 48,‎ 1977, p. 241-289 (DOI 10.1016/0021-8693(77)90306-4)
- Anthony Joseph, Quantum groups and their primitive ideals, Springer-Verlag, coll. « Ergebnisse der Mathematik und ihrer Grenzgebiete » (no 29), 1995
- Anthony Joseph, « On semi-invariants and index for biparabolic (seaweed) algebras, I », Journal of Algebra, vol. 305,‎ 2006, p. 487-515 (DOI 10.1016/j.jalgebra.2005.12.029)
- Vladimir Hinich et Anthony Joseph, « Orbital variety closures and the convolution product in Borel-Moore homology », Selecta Mathematica, vol. 11,‎ 2005, p. 9-36 (DOI 10.1007/s00029-005-0002-0)
- Florence Fauquant-Millet et Anthony Joseph, « Semi-centre de l'algèbre enveloppante d'une sous-algèbre parabolique d'une algèbre de Lie semi-simple », Annales scientifiques de l'École normale supérieure, vol. 38, no 2,‎ mars-avril 2005, p. 155-191 (DOI 10.1016/j.ansens.2005.01.001)
- Anthony Joseph, « On semi-invariants and index for biparabolic (seaweed) algebras, II », Journal of Algebra, vol. 312, no 1,‎ 2007, p. 158-193 (DOI 10.1016/j.jalgebra.2006.11.009)
- Anthony Joseph, « Parabolic actions in type A and their eigenslices », Transformation Groups, vol. 12, no 3,‎ 2007, p. 515-547 (DOI 10.1007/ S 00031-006-0048- X)
- Anthony Joseph, « A slice theorem for truncated parabolics of index one and the Bezout equation », Bulletin des sciences mathématiques, vol. 131, no 3,‎ 2007, p. 276-290 (DOI 10.1016/j.bulsci.2006.07.003)
- Anthony Joseph, « Compatible adapted pairs and a common slice theorem for some centralizers », Transformation Groups, vol. 13, nos 3-4,‎ 2008, p. 637-669 (DOI 10.1007/s00031-008-9017-x)
- Anthony Joseph, « Slices for biparabolic coadjoint actions in type A », Journal of Algebra, vol. 319, no 12,‎ 2008, p. 5060-5100 (DOI 10.1016/j.jalgebra.2007.08.004)
- Anthony Joseph et Doron Shafrir, « Polynomiality of invariants, unimodularity ad adapted pairs », Transformation Groups, vol. 15, no 4,‎ 2010, p. 851-882 (DOI 10.1007/ S 00031- 010-9113-6)[4].
- Anthony Joseph, « An algebraic slice in the coadjoint space of the Borel and the Coxeter element », Advances in Mathematics, vol. 227,‎ 2011, p. 522-585 (DOI 10.1016/j.aim.2011.02.006)
- Anthony Joseph, « Some remarks on Weierstrass sections, adapted pairs and polynomiality », dans Vladimir Dobrev (éd.), Lie Theory and its applications in physics : IXth International workshop, Springer Japan, coll. « Springer Proceedings in Mathematics and Statistics » (no 36), 2013 (ISBN 978-4-431-54269-8, DOI 10.1007/978-4-431-54270-4_4)
- Anthony Joseph et Polyxeni Lamprou, « Maximal Poisson commutative subalgebras for truncated parabolic subalgebras of maximal index in {\displaystyle {\mathfrak {sl}}_{n}} », Transformation Groups, vol. 12, no 3,‎ 2007, p. 549-571 (DOI 10.1007/ S 00031-006-0054- Z)